# 靖泰界河
靖泰界河是江苏省靖江、泰兴两市的一条分界河流，开挖于明朝天启年间（公元1621-1627年）。当时为了平息泰兴、靖江两县县界的争端，开靖泰界河为界，宽5丈，深3丈，东西长50余里。